# Live at the BBC (album, ELO)
Live at the BBC je dvojni kompilacijski album v živo skupine Electric Light Orchestra (ELO). Album vsebuje žive posnetke s snemanj skupine na BBC in koncertne odlomke, posnete na BBC. Album je izšel leta 1999.

## Seznam skladb
Vse pesmi je napisal in uglasbil Jeff Lynne, razen kjer je posebej napisano.
| Disk 1 | Disk 1                                                                               | Disk 1  |
| Št.    | Naslov                                                                               | Dolžina |
| ------ | ------------------------------------------------------------------------------------ | ------- |
| 1.     | „From the Sun to the World (Boogie No. 1)‟                                           | 11:39   |
| 2.     | „Kuiama‟                                                                             | 10:27   |
| 3.     | „In the Hall of the Mountain King‟ (Edvard Grieg)                                    | 8:10    |
| 4.     | „Roll Over Beethoven‟ (Chuck Berry)                                                  | 5:09    |
| 5.     | „King of the Universe‟                                                               | 4:54    |
| 6.     | „Bluebird is Dead‟                                                                   | 4:09    |
| 7.     | „Oh No Not Susan‟                                                                    | 2:43    |
| 8.     | „New World Rising‟                                                                   | 6:39    |
| 9.     | „Violin Solo / Orange Blossom Special‟ (Mik Kaminski / Ervin T. Rouse, Gordon Rouse) | 2:37    |
| 10.    | „In the Hall of the Mountain King‟ (Grieg)                                           | 4:56    |
| 11.    | „Great Balls of Fire‟ (Otis Blackwell, Jack Hammer)                                  | 3:25    |

| Disk 2 | Disk 2                                            | Disk 2  |
| Št.    | Naslov                                            | Dolžina |
| ------ | ------------------------------------------------- | ------- |
| 1.     | „Fire On High‟                                    | 5:35    |
| 2.     | „Poker‟                                           | 4:20    |
| 3.     | „Nightrider‟                                      | 4:59    |
| 4.     | „Medley - On the Third Day‟                       | 13:14   |
| 5.     | „Showdown‟                                        | 4:45    |
| 6.     | „Eldorado Overture / Can't Get It Out of My Head‟ | 6:05    |
| 7.     | „Poor Boy (The Greenwood)‟                        | 2:43    |
| 8.     | „Illusions in G Major‟                            | 3:39    |
| 9.     | „Strange Magic‟                                   | 3:36    |
| 10.    | „Evil Woman‟                                      | 5:19    |
| 11.    | „Ma-Ma-Ma Belle‟                                  | 5:32    |

## Osebje
- Jeff Lynne – vokali, kitare, klaviature
- Bev Bevan – bobni, tolkala
- Richard Tandy – klaviature, kitara
- Kelly Groucutt – bas kitara, vokali
- Mike de Albuquerque – bas kitara, vokali
- Mik Kaminski – violina
- Wilfred Gibson – violina
- Mike Edwards – čelo
- Melvyn Gale – čelo
- Hugh McDowell – čelo
- Colin Walker – čelo
- Roy Wood – vokali, kitare, čelo, bas, pihala